# Divize C 2022/2023
V soubojích 58. ročníku České divize C 2022/23 se utkalo 16 týmů dvoukolovým systémem podzim – jaro. Tento ročník odstartoval v srpnu 2022 a skončil v červnu 2023.

## Nové týmy v sezoně 2022/23
- Z ČFL 2021/22 sestoupila mužstva TJ Jiskra Ústí nad Orlicí a FC Slovan Liberec B.
- Z krajských přeborů postoupila tato mužstva: FK Dobrovice ze Středočeského přeboru, MFK Chrudim B z Pardubického přeboru, RMSK Cidlina Nový Bydžov z Královéhradeckého přeboru a FK Turnov z Libereckého přeboru.
- Z Divize B sem byl převeden klub FK Brandýs nad Labem.

## Kluby podle přeborů
- Královéhradecký (4): TJ Dvůr Králové nad Labem, MFK Trutnov, FK Náchod, RMSK Cidlina Nový Bydžov.
- Pardubický (5): SK Vysoké Mýto, FK Letohrad, FC Hlinsko, TJ Jiskra Ústí nad Orlicí, MFK Chrudim B.
- Liberecký (3): TJ Velké Hamry, FC Slovan Liberec B, FK Turnov.
- Středočeský (4): FK Čáslav, SK Benátky nad Jizerou, FK Brandýs nad Labem, FK Dobrovice.

## Konečná tabulka
| Poř. | Tým                       | Z  | V  | R  | P  | VG | OG | B  |
| ---- | ------------------------- | -- | -- | -- | -- | -- | -- | -- |
| 1.   | FC Slovan Liberec B       | 30 | 23 | 4  | 3  | 89 | 22 | 73 |
| 2.   | TJ Jiskra Ústí nad Orlicí | 30 | 20 | 4  | 6  | 49 | 36 | 64 |
| 3.   | SK Benátky nad Jizerou    | 30 | 17 | 7  | 6  | 60 | 31 | 58 |
| 4.   | MFK Trutnov               | 30 | 15 | 7  | 8  | 59 | 48 | 52 |
| 5.   | FC Hlinsko                | 30 | 16 | 2  | 12 | 56 | 53 | 50 |
| 6.   | TJ Velké Hamry            | 30 | 14 | 8  | 8  | 64 | 33 | 50 |
| 7.   | MFK Chrudim B             | 30 | 12 | 6  | 12 | 55 | 53 | 42 |
| 8.   | FK Dobrovice              | 30 | 11 | 8  | 11 | 41 | 50 | 41 |
| 9.   | FK Turnov                 | 30 | 11 | 5  | 14 | 59 | 65 | 38 |
| 10.  | SK Vysoké Mýto            | 30 | 9  | 10 | 11 | 50 | 43 | 37 |
| 11.  | FK Letohrad               | 30 | 10 | 4  | 16 | 46 | 65 | 34 |
| 12.  | RMSK Cidlina Nový Bydžov  | 30 | 10 | 4  | 16 | 40 | 48 | 34 |
| 13.  | FK Čáslav                 | 30 | 7  | 7  | 16 | 39 | 65 | 28 |
| 14.  | FK Brandýs nad Labem      | 30 | 8  | 4  | 18 | 35 | 71 | 28 |
| 15.  | TJ Dvůr Králové nad Labem | 30 | 7  | 4  | 19 | 27 | 67 | 25 |
| 16.  | FK Náchod                 | 30 | 4  | 8  | 18 | 21 | 40 | 20 |

Poznámky:
- Z = Odehrané zápasy; V = Vítězství; R = Remízy; P = Prohry; VG = Vstřelené góly; OG = Obdržené góly; B = Body

|  | Postup do ČFL                           |
|  | Přesun do Divize A nebo Divize B.       |
|  | Sestup do příslušného krajského přeboru |

- Mužstvo FK Brandýs nad Labem bylo přesunuto do Divize B[2].